# Zeke Jones
Zeke Jones, född den 2 december 1966 i Ypsilanti, Michigan, är en amerikansk brottare som tog OS-silver i flugviktsbrottning i fristilsklassen 1992 i Barcelona.